# Ziegelsambach
Ziegelsambach ist ein Gemeindeteil der Stadt Schlüsselfeld im Landkreis Bamberg (Oberfranken, Bayern). Die Gemarkung Ziegelsambach hat eine Fläche von 4,081 km². Sie ist in 431 Flurstücke aufgeteilt, die eine durchschnittliche Flurstücksfläche von 9467,67 m² haben. In ihr liegen neben dem namensgebenden Ort der Gemeindeteil Wüstenbuch und die Lohmühle.

## Geographische Lage
Nachbarorte des Kirchdorfes sind Wüstenbuch im Norden, Debersdorf im Nordosten, Schlüsselfeld und Rambach im Südosten, Heuchelheim im Süden und Aschbach im Westen. Alle diese Orte sind Gemeindeteile von Schlüsselfeld.

## Geschichte
Mit dem Gemeindeedikt (frühes 19. Jahrhundert) wurde die Ruralgemeinde Ziegelsambach gebildet, zu der Wüstenbuch gehörte. Am 1. Mai 1978 wurde die Gemeinde im Zuge der Gebietsreform in Bayern in die Stadt Schlüsselfeld eingegliedert.